# Приветная (река)
Приве́тная (фин. Inonjoki (Инонйоки) или Inojoki (Инойоки) — река в России, протекает по Выборгскому району Ленинградской области. Вытекает из болот северо-восточнее Яппиля, впадает в Финский залив в посёлке Приветненское. Преобладающее направление течения — на восток. Длина реки составляет 22 км, площадь водосборного бассейна — 70 км².
По реке в её нижнем течении (от железной дороги Зеленогорск — Приморск — Выборг) проходит граница между Ленобластью и Санкт-Петербургом (посёлок Смолячково).
Проходя через пансионат «Восток-6», построенный в устье этой реки, она разделяется на 2 рукава, которые потом сходятся при подходе к началу устья. Однако, в конце 2013 года один из рукавов был засыпан при участии упомянутого пансионата. Из-за этого могут возникнуть серьёзные проблемы подтопления берега в половодье весной (вплоть до снесения мостов через реку).

## История наименований
Первоначальное название происходит от наименования дер. Ино, по границе которого протекала река.
23 февраля 1948 г. дано название р. Быстрая.
Современное название присвоено 27 мая 1950 г. после переименования в 1949 г. Ино в Приветнинское.

## Данные водного реестра
По данным государственного водного реестра России относится к Балтийскому бассейновому округу, водохозяйственный участок реки — Реки и озера бассейна Финского залива от границы РФ с Финляндией до северной границы бассейна р. Нева, речной подбассейн реки — Нева и реки бассейна Ладожского озера (без подбассейна Свирь и Волхов, российская часть бассейнов). Относится к речному бассейну реки Нева (включая бассейны рек Онежского и Ладожского озера).
Код объекта в государственном водном реестре — 01040300512102000008331.